# Nawoja
Nawoja – staropolskie imię żeńskie, żeński odpowiednik imienia Nawoj. "Na" posiada liczne znaczenia, m.in. nazywające kogoś, ze względu na kogo dzieje się jakaś akcja .  W źródłach polskich poświadczone od XV wieku (1411 rok).
Bardziej znana jest zdrobniała forma tego imienia, które nosiła pierwsza studentka Uniwersytetu Krakowskiego – Nawojka. Imię Nawoja jako drugie nosi Olga Tokarczuk. 
Nawoja imieniny obchodzi 12 maja.